# تريفور ن. دوبوي
تريفور ن. دوبوي (بالإنجليزية: Trevor N. Dupuy)‏ هو مؤرخ وعسكري أمريكي، ولد في 3 مايو 1916 في جزيرة ستاتن في الولايات المتحدة، وتوفي في 5 يونيو 1995 في فيينا (فيرجينيا) في الولايات المتحدة بسبب إصابة بعيار ناري.